# DR-Baureihe 99.450
Unter der Baureihe 99.450 waren bei der Deutschen Reichsbahn dreiachsige Lokomotiven der ehemaligen Kleinbahnen der Kreise West- und Ostprignitz zusammengefasst.

## 99 4501 – 4503
Sie trugen ursprünglich die Nummern 14–17. Sie waren 1897 bzw. 1900 von der sächsischen Maschinenfabrik Hartmann gebaut worden.
Eingesetzt wurden die Fahrzeuge auf den Strecken von Kyritz über Hoppenrade nach Breddin und von Viesecke und Glöwen. Lok 15 ging 1945 als Reparationsleistung in die Sowjetunion. Nach der Übernahme der drei übrigen Loks am 1. April 1949 durch die Deutsche Reichsbahn wurden sie auf verschiedenen Bahnen mit den Betriebsnummern 99 4501–99 4503 als Ersatzfahrzeuge eingesetzt. 1964 und 1966 wurden die 99 4501 und 99 4502 ausgemustert, die 99 4503 wurde 1965 im RAW Görlitz rekonstruiert, dabei erhielt sie neue Pufferträger und einen neuen Kessel. Trotz dieser Verjüngung wurde sie 1968 abgestellt und daraufhin an einen Berliner Lokführer verkauft. Sie blieb nicht betriebsfähig erhalten und steht heute im Brandenburgischen Museum für Klein- und Privatbahnen in Gramzow/Uckermark.

## 99 4504
Sie trug ursprünglich die Nummer 22 und war 1906 bei Orenstein & Koppel gebaut worden. Sie war stärker und größer als die bisherigen Loks. Sie wurde am 10. Oktober 1966 ausgemustert. Sie hatte noch eine Schwestermaschine (Nr. 21), die 1945 als Reparation in die UdSSR ging.

## 99 4505
Sie trug ursprünglich die Nummer 23 und war 1912 bei Borsig gebaut worden. Sie hatte eine Heusinger-Steuerung. Am 9. September 1963 wurde sie ausgemustert.
Die Vorräte waren bei allen Lokomotiven dieser Baureihe seitlich vom Kessel untergebracht.

## Fußnote
1. ↑  Termin der Verstaatlichung fast aller Privatbahnen in der DDR